# Olympische Sommerspiele 2016/Radsport – Mannschaftsverfolgung Bahn (Männer)
Die Bahnrad-Mannschaftsverfolgung der Männer bei den Olympischen Spielen 2016 in Rio de Janeiro fand vom 11. bis 12. August 2016 statt.
Olympiasieger wurde die Mannschaft aus Großbritannien. Die Silbermedaille ging an die Australier und Bronze an das dänische Team.

## Ergebnisse

### Qualifikation
Die acht schnellsten Paare qualifizierten sich für die erste Runde. Wobei die vier schnellsten Mannschaften um die zwei Startplätze für das Rennen um Gold fuhren. Die übrigen vier Mannschaften hatten nur noch Chancen auf die Bronzemedaille.
| Rang | Nation         | Athleten                                                                | Zeit (min) | Anmerkungen |
| ---- | -------------- | ----------------------------------------------------------------------- | ---------- | ----------- |
| 1    | Großbritannien | Ed Clancy Steven Burke Owain Doull Bradley Wiggins                      | 3:51,943   | Q           |
| 2    | Dänemark       | Lasse Norman Hansen Niklas Larsen Frederik Rodenberg Casper von Folsach | 3:55,396   | Q           |
| 3    | Australien     | Alexander Edmondson Jack Bobridge Michael Hepburn Sam Welsford          | 3:55,606   | Q           |
| 4    | Neuseeland     | Pieter Bulling Aaron Gate Dylan Kennett Regan Gough                     | 3:55,977   | Q           |
| 5    | Italien        | Simone Consonni Liam Bertazzo Filippo Ganna Francesco Lamon             | 3:59,708   | q           |
| 6    | Deutschland    | Henning Bommel Nils Schomber Kersten Thiele Domenic Weinstein           | 4:00,911   | q           |
| 7    | Schweiz        | Olivier Beer Silvan Dillier Théry Schir Cyrille Thièry                  | 4:03,845   | q           |
| 8    | China          | Fan Yang Liu Hao Qin Chenlu Shen Pingan                                 | 4:05,152   | q           |
|      | Niederlande    | Tim Veldt Wim Stroetinga Jan-Willem van Schip Joost van der Burg        | DNF        |             |

- Q = Qualifikation für die Läufe für das Rennen um Gold
- q = Qualifikation für die Läufe für das Rennen um Bronze

### Erste Runde
Die Begegnungen der ersten Runde ergaben sich aus den Platzierungen der Qualifikation, dabei traten die Mannschaften wie folgt an:
Lauf 1: 6. gegen 7.
Lauf 2: 5. gegen 8.
Lauf 3: 2. gegen 3.
Lauf 4: 1. gegen 4.
Die Gewinner der Läufe 3 und 4 qualifizierten sich für das Rennen um Gold. Die übrigen 6 Mannschaften wurden nach ihrer Zeit sortiert und fuhren je nach Position die Plätze 3 bis 7 aus.
| Rang | Lauf | Nation         | Athleten                                                                     | Zeit (min) | Anmerkungen |
| ---- | ---- | -------------- | ---------------------------------------------------------------------------- | ---------- | ----------- |
| 1    | 4    | Großbritannien | Ed Clancy Steven Burke Owain Doull Bradley Wiggins                           | 3:50,570   | QG, WR      |
| 2    | 3    | Australien     | Alexander Edmondson Michael Hepburn Callum Scotson Sam Welsford              | 3:53,429   | QG          |
| 3    | 3    | Dänemark       | Lasse Norman Hansen Niklas Larsen Frederik Rodenberg Rasmus Christian Quaade | 3:53,542   | QB          |
| 4    | 4    | Neuseeland     | Pieter Bulling Aaron Gate Dylan Kennett Regan Gough                          | 3:55,654   | QB          |
| 5    | 2    | Italien        | Simone Consonni Liam Bertazzo Filippo Ganna Francesco Lamon                  | 3:55,724   | Q5          |
| 6    | 1    | Deutschland    | Theo Reinhardt Nils Schomber Kersten Thiele Domenic Weinstein                | 3:56,903   | Q5          |
| 7    | 1    | Schweiz        | Olivier Beer Silvan Dillier Théry Schir Cyrille Thièry                       | 4:03,580   | Q7          |
| 8    | 2    | China          | Fan Yang Liu Hao Qin Chenlu Shen Pingan                                      | 4:04,420   | Q7          |

- QG = Qualifikation für das Rennen um Gold
- QB = Qualifikation für das Rennen um Bronze
- Q5 = Qualifikation für das Rennen um Platz 5
- Q7 = Qualifikation für das Rennen um Platz 7

### Finale
| Rang              | Nation         | Athleten                                                                | Zeit (min) | Anmerkungen |
| ----------------- | -------------- | ----------------------------------------------------------------------- | ---------- | ----------- |
| Rennen um Platz 7 |                |                                                                         |            |             |
| 7                 | Schweiz        | Olivier Beer Silvan Dillier Théry Schir Cyrille Thièry                  | 4:01,786   |             |
| 8                 | China          | Fan Yang Liu Hao Qin Chenlu Shen Pingan                                 | 4:03,687   |             |
| Rennen um Platz 5 |                |                                                                         |            |             |
| 5                 | Deutschland    | Theo Reinhardt Nils Schomber Kersten Thiele Domenic Weinstein           | 3:59,485   |             |
| 6                 | Italien        | Simone Consonni Filippo Ganna Francesco Lamon Michele Scartezzini       | 4:02,360   |             |
| Rennen um Bronze  |                |                                                                         |            |             |
| Bronze            | Dänemark       | Lasse Norman Hansen Niklas Larsen Frederik Rodenberg Casper von Folsach | 3:53,789   |             |
| 4                 | Neuseeland     | Pieter Bulling Aaron Gate Dylan Kennett Regan Gough                     | 3:56,753   |             |
| Rennen um Gold    |                |                                                                         |            |             |
| Gold              | Großbritannien | Ed Clancy Steven Burke Owain Doull Bradley Wiggins                      | 3:50,265   | WR          |
| Silber            | Australien     | Alexander Edmondson Jack Bobridge Michael Hepburn Sam Welsford          | 3:51,008   |             |